# Second Hand Rose
Second Hand Rose er en amerikansk stumfilm fra 1922 af Lloyd Ingraham.

## Medvirkende
- Gladys Walton som Rose O'Grady
- George B. Williams som Isaac Rosenstein
- A. Edward Sutherland som Nat Rosenstein
- Wade Boteler som Frankie 'Bull' Thompson
- Max Davidson som Abe Rosenstein
- Virginia Adair som Rebecca Rosenstein
- Alice Belcher som Rachel Rosenstein